# Refluxnefropathie
Refluxnefropathie is een ziektebeeld dat veroorzaakt wordt door vesico-ureterale reflux in combinatie met een infectie in de nier op jonge leeftijd. Door deze twee factoren raken de nieren beschadigd en treedt verlittekening op. De ziekte treedt op de kinderleeftijd op en alleen wanneer er sprake van vesico-ureterale reflux is.

## Symptomen
Er is sprake van een urineweginfectie die niet goed behandeld kan worden doordat de bestaande reflux de infectie in stand houdt. Door schade aan de nier treden hypertensie, proteïnurie en perifeer oedeem op. Doordat de schade niet omkeerbaar (reversibel) en herstelbaar is, is er vaak sprake van nierfalen, wat uiteindelijk hemodialyse nodig maakt. Kenmerkende symptomen van refluxnefropathie zijn pijn bij het plassen en pijn in de rug, als gevolg van recidiverende infecties. 

## Diagnose
Vesico-ureterale reflux wordt meestal aangetoond door een röntgencontrastfoto waarop de ureteren verwijd zijn. Als de nier al beschadigd is, kunnen ook daar afwijkingen aan worden gezien.
Voor het goed beoordelen van schade aan de nier moet een CT-scan worden gemaakt. Daarop kunnen de volgende tekenen worden gezien aan één of beide nieren:
- onregelmatige omtrek van de nier
- verwijding van de nierkelken (niercalices)
- de nier is kleiner van formaat

## Behandeling
De behandeling is vooral gebaseerd op het voorkomen van onherstelbare schade. Kinderen met vesico-ureterale reflux krijgen daarom antibiotische geneesmiddelen (preventief, als zogenaamde profylaxe) om te voorkomen dat er een ontsteking optreedt. De hypertensie wordt gecorrigeerd met medicatie. Ook wordt soms geprobeerd de reflux tegen te gaan.